# كوليكستران
كوليكستران هو أحد منحيات حامض الصفراء، حيث يقوم بالارتباط بسائل الصفراء في الجهاز الهضمي لمنع إعادة امتصاصه. فهو راتنج تبادل أيوني قوي.
كوليكستران يقوم بإزالة أحماض الصفراء من الجسم عن طريق تشكيل المجمعات غير قابلة للذوبان مع الأحماض الصفراوية في الأمعاء، والتي تفرز ثم في البراز. عند إفراز أحماض الصفراء، يتم تحويل الكوليسترول في البلازما إلى حمض الصفراء لاستعادة مستويات حمض الصفراء. هذا التحويل من الكوليسترول إلى أحماض الصفراء يخفض تركيز الكوليسترول في البلازما.

## المنتجات
- في إيطاليا : بولسار (Pulsar) وراسيونال (Rationale).
- في إسبانيا : ديكسايد (Dexide).

## الاستخدامات العلاجية
تستخدم منحيات حامض الصفراء مثل كوليكستران لعلاج ارتفاع الكولسترول.

## الجرعة
يؤخذ بجرعة 2 إلى 3 غم يوميا مقسمة على جرعات.

## الأعراض الجانبية
- أعراض اضطرابات في الجهاز الهضمي.
- سوء امتصاص لعدد من الفيتامينات خصوصا الدهنية منها مثل فيتامينات (A، D، E، K).
- صداع.